# إرفينغ كرين
إرفينغ كرين (بالإنجليزية: Irving Crane)‏ هو لاعب بلياردو أمريكي ‏ أمريكي، ولد في 13 نوفمبر 1913، وتوفي في 17 نوفمبر 2001.